# Équipe de Bosnie-Herzégovine de rugby à XIII
L'équipe de Bosnie-Herzégovine de rugby à XIII est la sélection officielle qui, depuis 2014, représente la Bosnie-Herzégovine dans les compétitions et matchs internationaux. Elle est composée des meilleurs joueurs de Bosnie-Herzégovine ou originaires de ce pays.

## Histoire
La Bosnie a participé pour la première fois à la Coupe des Balkans en 2014. Mais à l'époque les matchs de la sélection n'étaient pas comptabilisés comme des matchs officiels, mais plus comme des tests-matchs, car la fédération bosnienne n'avait pas encore le statut de membre officiel de la RLEF. La première victoire a été obtenue face à la Hongrie sur le score de 32 à 6.
La fédération de rugby à XIII de Bosnie-Herzégovine s’est vu accorder le statut d’observateur auprès de la RLEF en mai 2018, dans la mesure où le gouvernement de ce pays lui a accordé une reconnaissance officielle. 
La Fédération a également été soutenue par l'Australie qui lui a accordé une somme de 7 500 dollars australiens par son «Programme d’aide directe» au rugby pour le développement du sport auprès des jeunes sportifs en particulier les villes de Vitez, Banja Luka et Sarajevo, la capitale.

## Personnalités et joueurs notables
Elvis Martic (centre) et Milan Vasic (capitaine de l'équipe nationale) sont des noms qui commencent à faire l'objet d'une certaine médiatisation dans la presse « treiziste » internationale.